# Goniagnathus severus
Goniagnathus severus är en insektsart som beskrevs av Carl Stål 1855. Goniagnathus severus ingår i släktet Goniagnathus och familjen dvärgstritar. Inga underarter finns listade i Catalogue of Life.